# 穂坂路
穂坂路（ほさかみち）は、甲斐国と信濃国を結ぶ街道のひとつ。別称に川上路。

## 穂坂路の概要と道筋
古代・中世前期の様相は不明であるが、江戸後期の地誌『甲斐国志』に拠れば甲斐国から他国に通じる九筋の道のひとつに数えられている。
道筋は甲府から北西に進み茅ヶ岳南麓を通過し、小笠原（山梨県北杜市明野地区）から塩川沿いに江草・小尾（北杜市須玉地区）を経て信州峠を越え、信濃国佐久郡川上郷（長野県南佐久郡川上村）へ至る。
穂坂路は佐久往還に先行する道で、「穂坂」の名称から甲斐国府（前記国府の所在地は笛吹市春日居町、後期国府の所在地は笛吹市御坂町）と穂坂牧を結ぶ道であると考えられている。穂坂牧は甲斐の三御牧のひとつで、現在の韮崎市・茅ヶ岳南麓に所在していたと考えられている。古代には甲斐の黒駒と呼ばれる名馬を朝廷に貢納していた。

## 中世の穂坂路
『高白斎記』によれば、戦国時代の天文12年（1543年）9月9日には、武田晴信（信玄）の信濃侵攻において、武田勢は信濃小県郡長窪城（長野県長和町）の国衆・大井貞隆を攻めるため千塚（甲府市千塚）まで出陣ており、穂坂路を通過したと考えられている。武田勢は9月10日には若神子（北杜市須玉町若神子）、12日には海の口、15日には宮ノ上、16日には前山と進軍し、長窪城を攻めている。
韮崎市中田町中條には武田勝頼の築城した新府城が所在している。天正10年（1582年）2月28日には、勝頼は織田信長・徳川家康連合軍の武田領侵攻に際して諏訪上原城を退去し新府城に入り、3月3日には新府城を放棄し、甲府城下の一条信龍屋敷（甲府市北新）で休息し、郡内へ向けて勝沼・田野へ進んでいる（『信長公記』）。勝頼はこの際にも穂坂路を通過したと考えられている。

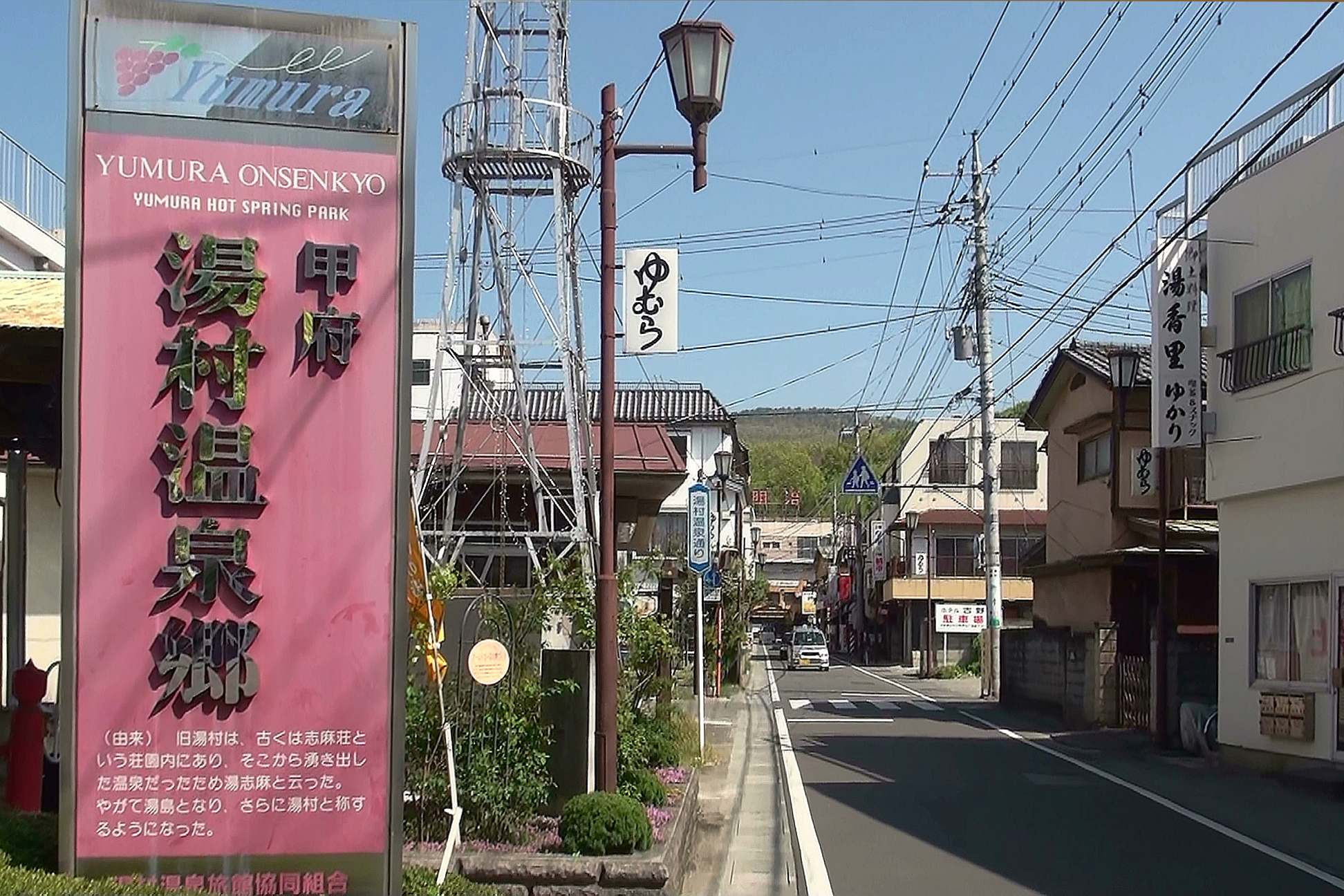
現在の湯村温泉

武田氏の滅亡後、同年6月には徳川家康と北条氏直が甲斐・信濃をめぐり「天正壬午の乱」が発生し、この際にも利用されたと考えられている（「家忠日記」）。
穂坂路沿いの城砦には小尾小屋・獅子吼城があり、天正壬午の乱においては後北条方が布陣した。小尾小屋は北杜市須玉町小尾に所在し、「和田の烽火台」にあたると考えられている。獅子吼城は北杜市須玉町江草に所在し、徳川方の記録に見られる「江草小屋」に相当すると推定されている。

## 宿駅と近世の穂坂路
宿駅には龍地宿（山梨県甲斐市龍地）があり、龍地からは南西に分岐し、志田村（甲斐市志田）において甲州街道に接続する街道が分岐する。年未詳武田家朱印状写（「竜地区有文書」）によれば武田氏は龍地宿に対して諸役免除がなされている。この文書は奉者の跡部勝資が「大炊助」を名乗っていることから、天正7年（1579年）頃であると推定されている。また、「織田信長禁制写（「龍竜地区有文書」によれば、武田氏滅亡後の天正10年4月にも織田信長が龍地宿に対して禁制を出している。
江戸時代には沿道に位置する湯村温泉が甲府近郊の温泉場として栄えた。